# 高木正弼
高木 正弼（たかぎ まさのり）は、江戸時代中期の大名。河内国丹南藩の8代藩主。官位は従五位下・主水正。

## 略歴
7代藩主・高木正恒の長男として誕生した。母は松平忠暁の娘。幼名は熊次郎、主水。正室は鳥居忠意の娘。子に高木正直正室。
寛保3年（1743年）7月25日、正恒の死去により、家督を相続する。宝暦7年（1757年）3月1日、9代将軍・徳川家重に御目見する。同年12月18日、従五位下・主水正に叙任する。宝暦8年（1758年）10月21日、河内国丹南郡の領地の一部を丹北郡、志紀郡に移される。明和元年（1764年）9月15日、大番頭に就任する。
明和6年（1769年）に領内の丹南郡・丹北郡・志紀郡が不作にみまわれ、農民が拝借金や配給米を求めたが、江戸住まいの正弼はこれを認めなかった。そして、全村の庄屋22名と農民たちが年貢納入を拒絶し、騒動に発展した（郷中騒動）。安永元年（1772年）11月21日、幕府は農民騒動の対応を咎め、出仕を止めている。
安永9年（1780年）9月27日、40歳で死去し、跡を婿養子の正直が継いだ。法号は泰了院。墓所は東京都杉並区永福の栖岸院。